# Риновка
Риновка — село в Тереньгульском районе Ульяновской области. Входит в состав Ясашноташлинского сельского поселения.

## География
Находится на расстоянии примерно 19 километров по прямой на северо-запад от районного центра поселка Тереньга.

## История
В 1913 на селе был 91 двор, 617 жителей, школа и две ветряные мельницы. В поздний советский период работал совхоз «Ясашноташлинский».

## Население
Население составляло 7 человек (русские 100%) в 2002 году, 5 по переписи 2010 года.